# Опорна зоря

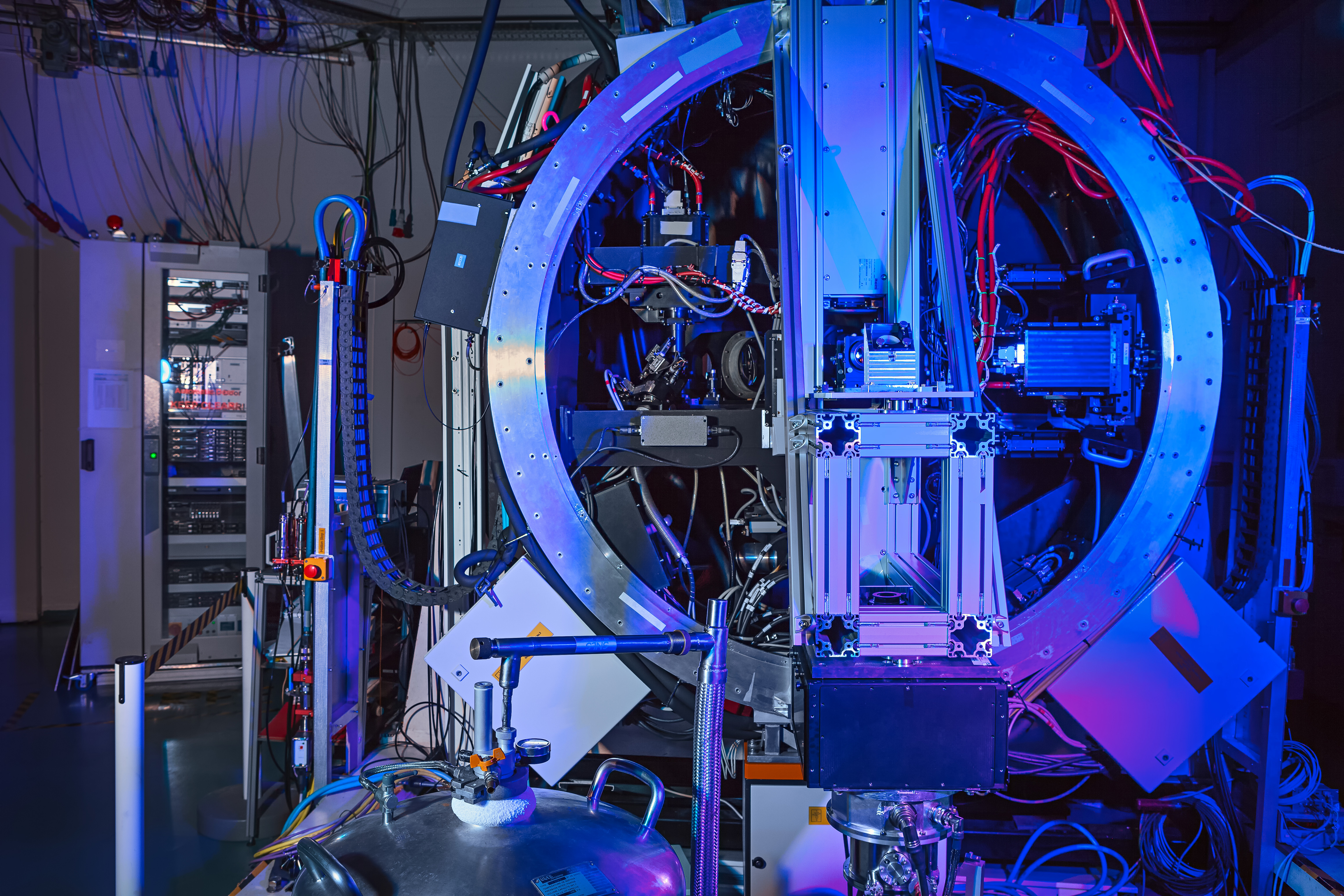
Система адаптивної оптики GALACSI для Дуже великого телескопа використовує лазерні штучні опорні зорі

Опорна зоря (англ. guide star) — зоря, яка використовується для точного наведення телескопа на дану потрібну неба або для компенсації атмосферної турбулентності. Для наведення на об'єкт рух телескопа корегується таким чином, щоб опорна зоря завжди залишалась в одній точці телескопічного зображення, що дозволяє максимально точно компенсувати обертання Землі та інші збурення. А для компенсації атмосферної турбулентності в телескопах з адаптивною оптикою дзеркало телескопа постійно деформують таким чином, щоб забезпечувати якнайкраще фокусування опорної зорі і тим підвищувати роздільну здатність астрономічного зображення.

## Наведення телескопа
Точне наведення телескопа має вирішальне значення для отримання хороших астрономічних зображень і астрофотографій. Однак через те, що Земля обертається, небо перебуває в постійному видимому русі відносно Землі. Попри те, що цей рух виглядає відносно повільним для неозброєного ока, в телескоп із великим збільшенням і, отже, меншим полем зору цей рух стає очевидним на шкалі часу порядку секунд.
Хоча космічні телескопи й не встановлені на планеті, що обертається, вони все одно використовують опорні зорі, зокрема, ті, що перелічені в каталозі каталозі опорних зір космічного телескопа Габбла.
Електродвигуни, керовані комп’ютером, зазвичай використовуються, щоб дозволити телескопу рухатися синхронно з видимим рухом неба відповідно до попередньо обчисленої моделі наведення. Однак, як правило, в такій моделі існують певні похибки.
Більшість сучасних професійних телескопів використовують для наведення опорну зорю. Автонавідник наводять на достатньо яскраву зорю, яка лежить поблизу спостережуваного об'єкта, і, якщо наведення починає дрейфувати, помилку одразу виявляють та коригують. Найточніша корекція вноситься комп’ютером, але аматорські телескопи часто мають ручну корекцію, що вимагає від спостерігача безперервного візуального стеження за зорею протягом всього періоду експозиції, який може бути досить тривалим.

## Адаптивна оптика
Опорні зорі також використовуються в адаптивній оптиці. В такому разі зоря використовується не для корекції обертання Землі, а для корекції турбулентності в земній атмосфері. Вимірюючи деформацію зображення опорної зорі та компенсуючи її відповідною деформацією дзеркала телескопа, можна отримувати зображення з набагато більшою різкістю, ніж без адаптивної оптики. Однак лише приблизно 1 відсоток нічного неба знаходиться достатньо близько до достатньо яскравих зір, щоб можна було використати їх як опорні зорі для адаптивної оптики. Тому були розроблені різні методи створення штучних зір за допомогою лазерів, у тому числі система натрієвого лазера, розроблена Ліверморською національною лабораторією імені Лоуренса та використана Лікською обсерваторією та Обсерваторією Кека.